# Abraham im Islam

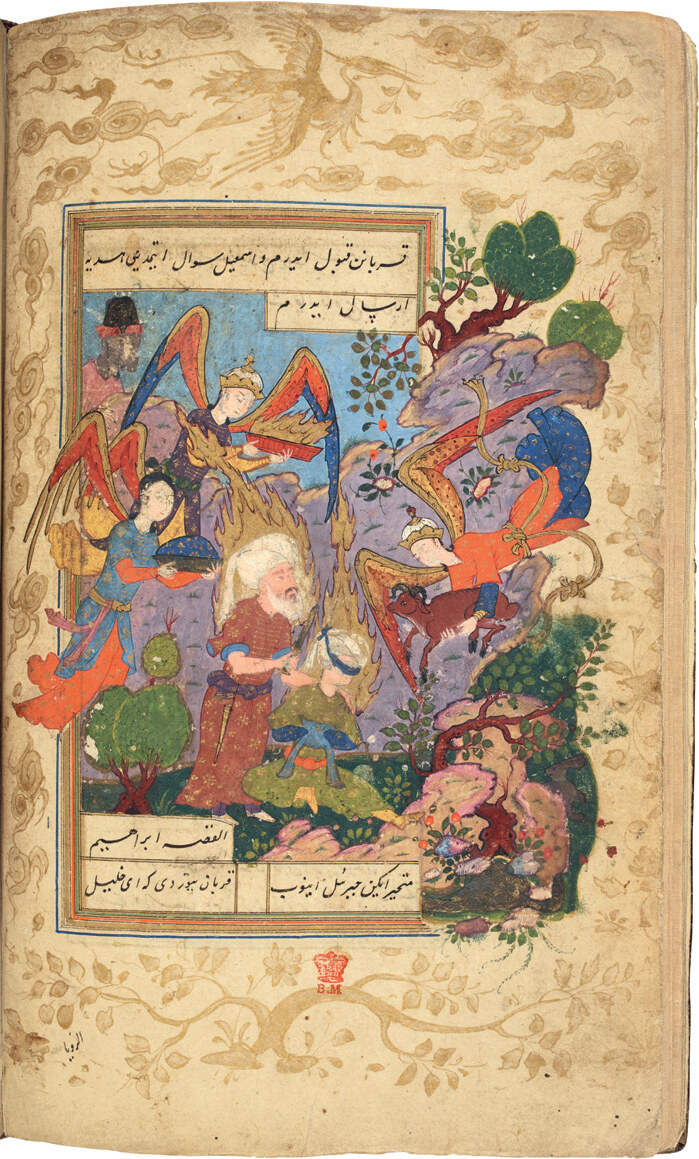
Abraham bereitet seinen Sohn für die Opferung vor, Gabriel greift im letzten Augenblick ein. Darstellung aus einer türkischen Handschrift des 16.–17. Jahrhundert

Abraham, arabisch Ibrāhīm (arabisch إبراهيم), gilt als einer der wichtigsten Propheten des Islam und als Begründer der monotheistischen Religion an der Kaaba in Mekka. Er wird in 25 Suren des Korans insgesamt 69 mal namentlich erwähnt, die 14. Sure ist nach ihm benannt. Der allgemeine Beiname von Abraham ist „Freund Gottes“ (Ḫalīl Allāh). Er geht auf Sure 4:125 zurück, wo es heißt, dass sich Gott Abraham zum Freund nahm. Siehe dazu auch Jesaja 41,8  und Jakobus 2,23 .

## Abraham im Koran

### Koranische Aussagen
Schon im Koran erscheint Abrahams Name durchgängig als Ibrāhīm, allerdings gab es auch eine abweichende Vokalisierung von Abū Mūsā al-Aschʿarī, nach der der Name als Ibrāhām auszusprechen war.
In den Suren der mekkanischen Periode wird beschrieben, wie Abraham zum Verkünder des monotheistischen Glaubens wird, gegen den Widerstand seines Vaters Azar, dessen Götzenbilder er zerstört (Sure 6:74; Sure 21:52–58; Sure 37:88–96). Daraufhin wird er von seinem eigenen Volk ins Feuer geworfen, aber auf wunderbare Weise gerettet (Sure 21:68f., siehe dazu Balıklıgöl). Dieses Wunder veranlasst einige der Landsleute, darunter auch Lot (Sure 29:26), sich zum Glauben an Gott zu bekehren. Abraham ist es auch, der Gott darum bat, Mekka zu einem geschützten Ort zu machen, damit seine Nachkommen als künftige Bewohner des an sich unfruchtbaren Gebietes im Schutz des Gottesfriedens ihren Lebensunterhalt finden können (Sure 14:35–41). Ähnlich wie in 1. Mose 22,1-19  wird in Sure 37:101–107 berichtet, dass Abraham von Gott einer schweren Prüfung unterzogen wird, indem ihm aufgetragen wird, seinen Sohn zu opfern. Als Abraham die Bereitschaft zu diesem Opfer erkennen lässt, greift Gott ein; Abrahams Sohn wird durch ein Schlachtopfer abgelöst (37:107).
In den Suren der medinischen Periode wird Abraham zur Präfiguration der neuen Religionsgemeinschaft. An mehreren Koranstellen aus dieser Zeit findet sich die Aufforderung, der Religion der „Gemeinschaft Abrahams“ (millat Ibrāhīm) zu folgen (vgl. z. B. Sure 2:130; 4:125). Es wird betont, dass Abraham kein Jude, Christ oder Muschrik war, sondern ein Muslim und Hanīf, der schon lange vor Mohammed erkannte, dass es nur einen einzigen Gott gibt (vgl. Sure 3:67; 95). Mit den auf Abraham bezogenen koranischen Passagen ließ sich auch die Neuausrichtung der Qibla weg von Jerusalem nach dem altarabischen Heiligtum in Mekka rechtfertigen. So wird erklärt, dass schon Abraham zusammen mit seinem Sohn Ismael die Grundmauern dieses „Hauses“ aufgerichtet habe (Sure 2:127). Dieses mekkanische Heiligtum wird an zwei Stellen des Korans (2:125; 3:97) als der „Standplatz Abrahams“ (maqām Ibrāhīm) bezeichnet. In Sure 22:26f wird Abraham aufgefordert, unter den Menschen zum Haddsch aufzurufen, damit sie von überall her zu Fuß oder auf Kamelen reitend zu ihm kommen.

### Religionsgeschichtlicher Hintergrund
In der älteren Forschung zu den koranischen Abrahamserzählungen ging es vor allem um den Nachweis einer literarischen Abhängigkeit des Korans von der biblischen Überlieferung, heute streben vergleichende Gegenüberstellungen eher danach, die unterschiedliche Intention biblischer und koranischer Verkündigung in ihrem jeweiligen historischen Kontext herauszuarbeiten.
Die Aussagen, die sich im Koran zu Abraham finden, knüpfen zum Teil an Vorstellungen an, die im vorislamischen Arabien mit dieser Figur verbunden waren. In Versen, die von ʿAbd al-Muttalib ibn Hāschim, dem Großvater Mohammeds, überliefert werden, heißt es:
Naḥnu ahlu Llāhi fī baldati-hī

lam yazal ḏāka ʿalā ʿahdi (A)braham
Wir sind die Leute Gottes in seiner Stadt,

dies gilt noch immer nach dem Bundesschluss Abrahams
In den Kreisen der Hanīfen gab es auch das Konzept einer monotheistischen Religion Abrahams (dīn Ibrāhīm), die dem heidnischen Götzendienst, der in diesen Städten vorherrschend war, gegenübergestellt wurde und von der man annahm, dass sie über arabische Vorfahren direkt von Abraham übermittelt worden war. Der Hanīf Zaid ibn ʿAmr nahm für sich in Anspruch, unter den Quraisch der Einzige zu sein, der an dieser „Religion Abrahams“ festgehalten hatte. Er betete in Richtung der Kaaba und sah diese als einen Bau an, der von Abraham und Ismael errichtet worden war. Einige Überlieferungen beschreiben ihn sogar als den Mentor Mohammeds. Aber auch Abū ʿĀmir ar-Rāhib, ein hanifischer Gegner Mohammeds in Medina, sah sich als Anhänger der „Religion Abrahams“. Er warf Mohammed vor, diese Religion durch Neuerungen verfälscht zu haben.

## Die Regeln der Fitra
Im Koran wird berichtet, dass Gott Abraham „mit Worten“ (bi-kalimāt) auf die Probe stellte, und nachdem Abraham diese erfüllt hatte, Gott ihn zum Imam der Menschen machte (Sure 2:124). Hieran knüpft sich im Islam die Vorstellung von bestimmten Normen, die bereits von Abraham in den Islam eingeführt wurden. Zur Anzahl und Art dieser Normen, über die Abraham von Gott befragt wurde, gibt es unterschiedliche Angaben. Nach einer Überlieferung, die über Hanasch auf ʿAbdallāh ibn ʿAbbās zurückgeführt wird, handelt es sich um insgesamt zehn Normen. Sechs davon betreffen den Menschen, nämlich das Rasieren des Schamhaars, die Beschneidung, das Auszupfen des Achselhaars, das Schneiden der Fingernägel, das Schneiden des Schnurrbarts und die Waschung am Freitag, die anderen betreffen die Riten (mašāʿir) bei der Wallfahrt, nämlich den Tawaf, das Laufen zwischen Safa und Marwa, das Werfen der Steine in Mina und das Herausströmen (ifāda) aus der Ebene ʿArafat am Abend des 9. Dhu l-hiddscha. Diese Regeln werden auch als die Sunan al-Fitra („Regeln der Fitra“) bezeichnet.

## Die Kontroverse um Abrahams Sohn
Anders als in der Bibel (Gen 22 ) wird der Name des Sohnes, den Abraham opfern will, im Koran nicht genannt, siehe auch Bindung Isaaks. Bis zum frühen 8. Jahrhundert wurde in Anknüpfung an den biblischen Bericht allgemein angenommen, dass es sich um Isaak, den Stammvater der Juden, handelt. In der Zeit des Kalifen ʿUmar ibn ʿAbd al-ʿAzīz (reg. 717–720) wurde zum ersten Mal die Vorstellung aufgebracht, dass dieser Sohn Ismael, der Stammvater der Araber, sein muss. Argumentiert wurde unter anderem damit, dass Sure 37 zunächst die intendierte Opferung eines Sohnes von Abraham erwähnt (Vers 101–107) und erst danach die Ankündigung der Geburt Isaaks (Vers 112 f.). Hieraus wurde geschlossen, dass sich der vorausgehende Bericht über die intendierte Sohn-Opferung auf Ismael beziehen muss. Diese Lehre hat sich später auch allgemein im Islam durchgesetzt.
Das an Stelle von Abrahams Sohn geopferte Tier gilt bis heute als Vorbild für das rituelle Opfern von Schlachtvieh während der Wallfahrtszeit in der Nähe von Mekka und das jährliche Islamische Opferfest.

## Islamische Abraham-Heiligtümer
In der Heiligen Moschee in Mekka wird ein heiliger Stein mit zwei Fußabdrücken aufbewahrt, die Abraham zugeschrieben werden. Nach der islamischen Überlieferung hat sich Abraham auf diesen Maqām Ibrāhīm („Standplatz Abrahams“) genannten Stein gestellt, als er die Kaaba erbaute, und benutzte ihn auch beim Gebet. Wie die Juden, verehren auch die Muslime Abrahams Grab in der Stadt Hebron, die nach Abrahams Beinamen auf Arabisch al-Chalīl genannt wird. Der Bau, der das Grab Abrahams enthält, gilt seit dem 13. Jahrhundert als Haram. Ein weiterer Ort, der von Muslimen mit Abraham in Beziehung gesetzt wird, ist Şanlıurfa im Südosten der Türkei. Die lokale Legende besagt, dass hier Abraham geboren wurde und auch auf dem Scheiterhaufen verbrannt werden sollte. Gott verwandelte jedoch das Feuer in Wasser, woraus der Balıklıgöl an der Halil-Rahman-Moschee entstand, der heute noch mit den darin schwimmenden Karpfen als Heiliger Teich verehrt wird. Ein weiteres Abraham-Heiligtum befand sich lange Zeit in der Zitadelle von Aleppo. Auch der arabische Name Aleppos „Ḥalab“ wird mit einem Besuch Abrahams in der Stadt in Verbindung gebracht. Abraham soll nämlich auf dem Zitadellenhügel sein Vieh gemolken (ḥalaba) haben.

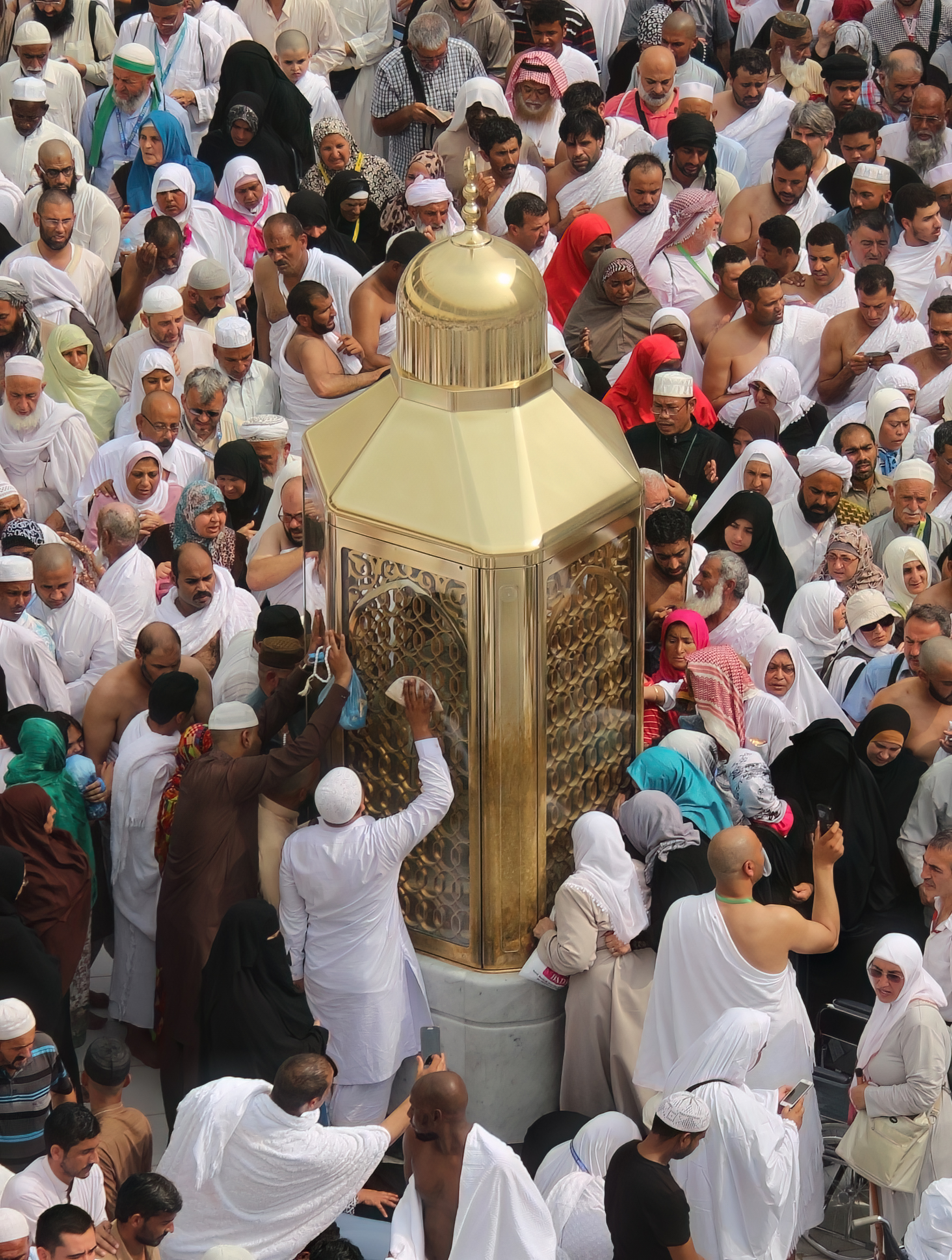
Maqām Ibrāhīm in Mekka
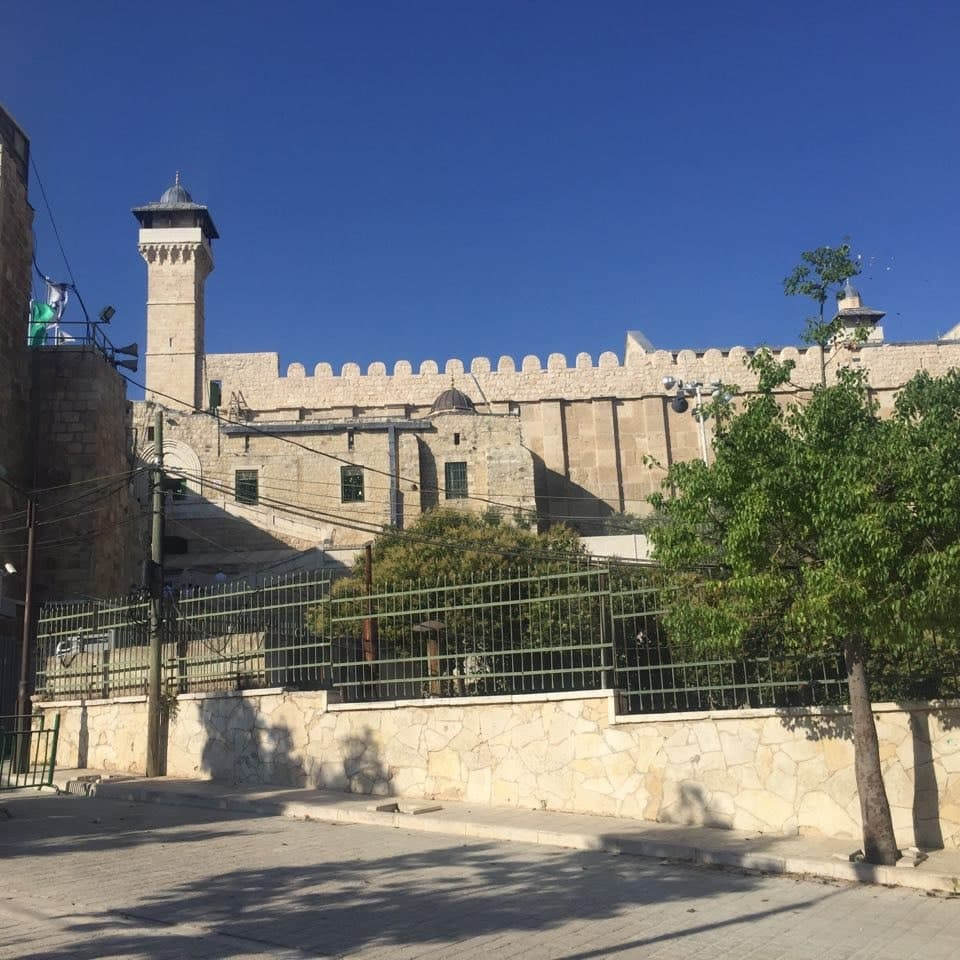
Das Abrahamsheiligtum in Hebron
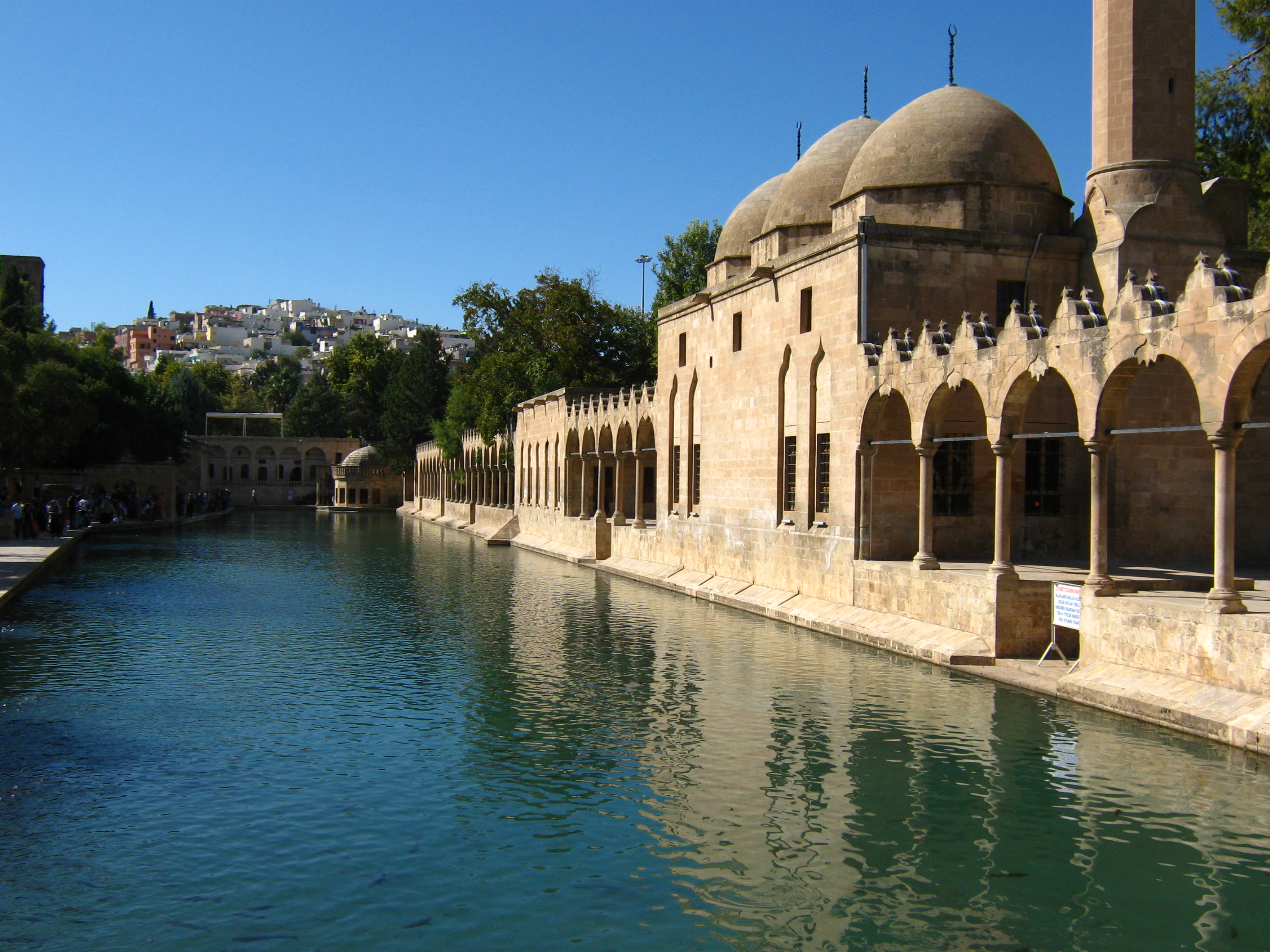
Balıklıgöl in Urfa

## Abraham im Denken der modernen Muslime
Zu denjenigen muslimischen Denkern, die sich in der Moderne mit der Abraham-Figur auseinandersetzten, gehört der ägyptische Literat ʿAbbās Mahmūd al-ʿAqqād (1889–1964). Er veröffentlichte in den frühen 1960er Jahren eine Biographie Abrahams mit dem Titel „Abraham, Vater der Propheten“ (Ibrāhīm, abū l-anbiyāʾ).